# 후발효차
후발효차(後醱酵茶) 또는 흑차(黑茶)는 후발효(미생물 발효)를 거쳐 만든 차이다. 잎차 형태와 고형차 형태가 있다.
수개월에서 수년 동안 미생물 발효를 거친 차의 하나이다. 찻잎을 습기와 산소에 노출하는 발효 과정을 동안 찻잎 속에 들어있는 효소가 내부산화를, 미생물의 촉매작용이 외부산화를 이끌어낸다. 찻잎과 발효액은 산화로 인해 색이 점점 짙어지기 때문에, 중국 전체에서 생산되는 다양한 후발효차는 홍차와 구별된다. 가장 유명한 후발효차는 윈난성에서 생산되는 보이차(黑茶, 푸얼차)와 후난성의 안화현(安化县)에서 생산되는 안화흑차(Anhua Black Tea)가 있다.
찻잎을 발효하면 화학 반응이 일어나 차의 맛이 좋아진다. 발효작용이 차의 향기 영향을 주고 맛을 부드럽게 하며, 입에 닿는 촉감과 뒷맛을 좋게 하기 때문이다. 미생물이 신진대사에 좋은 물질을 생성해 건강에도 유익하다.
발효는 주로 곰팡이에 의해 이루어진다. 보이차(黑茶, 푸얼차)를 만드는 과정에서는 아스페르길루스 니제르(Aspergillus niger)가 주요 미생물로 생성된다고 알려져 있었지만, PCR-DGGE 분석에 의하면 누룩곰팡이(Aspergillus Luchuensis)가 발효의 주원으로 주목된 바 있다.
대부분 후발효차는 중국에서 생산하지만, 일본에서도 다양한 제품들을 만들고 있다. 미얀마의 샨주에서 먹는 라페 소는 절임차의 일종으로 태국 북부와 윈난성 남부에서도 소비된다.

## 이름
후발효차(後醱酵茶)를 "흑차(黑茶)"라고도 부르는데, 영어 등 서구어로는 "검은 차"를 뜻하는 블랙 티(black tea)가 아니라 "어두운 차"를 뜻하는 "다크 티(dark tea)"로 번역된다. "블랙 티"가 홍차를 뜻하기 때문이다.

## 역사
당·송 이후 중국은 변방 민족과 차와 말을 거래하는 교역을 했다. 먼 길을 운반되던 증청(증기 살청) 녹차는 이 과정에서 비바람과 햇빛에 노출되면서 자연스럽게 변화를 일으켰고, 그 결과 등장한 것이 흑차이다.
흑차의 기원은 불분명하나, 전설과 믿을만한 이론 몇 개가 있다.
한 전설에 의하면, 흑차는 우기에 비단길과 차마고도를 지나다니던 차 상인들에 의해 우연히 만들어졌다고 한다. 차가 비에 젖으면, 차를 운반하던 사람들은 감염의 우려로 그것을 버렸다. 다음 해, 가까운 마을에서 이질에 걸린 사람들이 절박한 심정으로 하얗게 곰팡이가 핀 그 차를 마시기로 했는데, 바로 그것이 병을 치료했고 빠르게 전파되었다는 이야기이다.
흑차의 생산에 관한 조금 더 역사적인 이야기는 15-16세기의 명나라 시대로 거슬러 올라간다. 중국과 티베트의 국경지역에서 활동하던 차 상인들이 위의 이야기보다 조금 더 일찍 거래했던 것으로 보인다.

## 종류
발효차는 생산방식에 따라 분류될 수 있다. 첫째, 중국의 후발효차와 일본의 도야마 흑차(富山黑茶)는 악퇴차(渥堆: 차를 무덤처럼 쌓는다-역주), 비교적 건조한 환경에서 자연스럽게 발생하는 곰팡이로 발효한다. 둘째, 절임차라고 불리는 발효차는 습식법의 유산균으로 발효한다. 태국의 미엥(Miang)과 일본의 아와반차(阿波晩茶)도 여기에 속한다. 일본의 고이시차(碁石茶, Goishicha)와 이시즈치 쿠로차(Ishizuchi-kurocha)가 속한 세 번째 종류는 악퇴와 절임 방식을 연속적으로 사용하여 발효한다.

### 한국

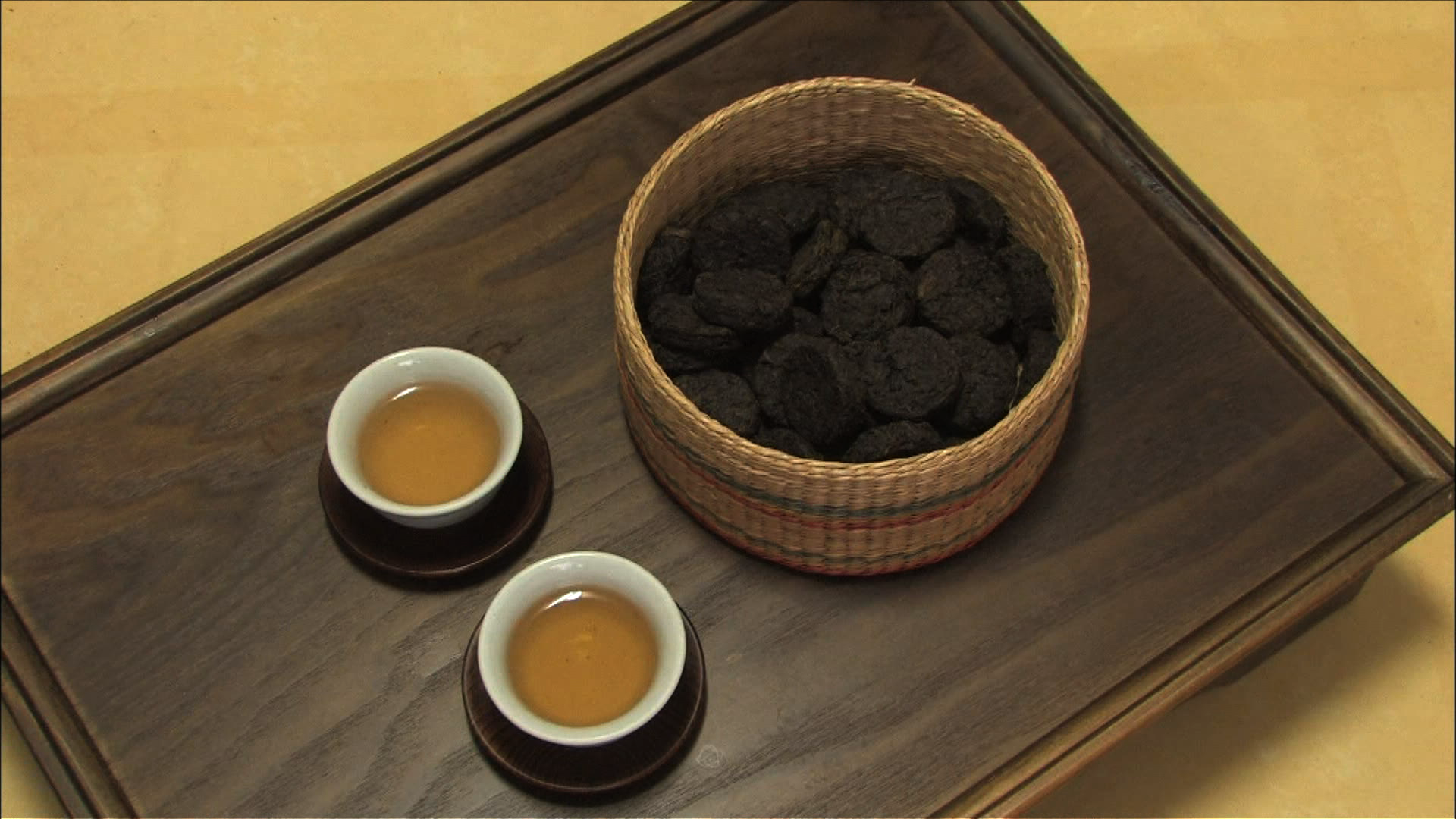
떡차

병차(餠茶)라고도 불리는 떡차는 전근대 한국에서 가장 일반적으로 생산되고 소비된 차 종류다. 엽전 모양으로 만든 압착 차는 구멍 있는 동전 모양 때문에 돈차 혹은 전차, 청태전이라고 불렸다. 보림차(寶林茶) 혹은 보림백모차(寶林白茅茶)는 차가 기원한 곳의 이름을 따서 지었는데, 전남 장흥시 보림 사원은 인기있는 떡차의 생산지이다.
- 돈차(전차; 錢茶) 또는 청태전(靑苔錢)
- 떡차(병차; 餠茶)
  - 백모차(白茅茶)

### 중국

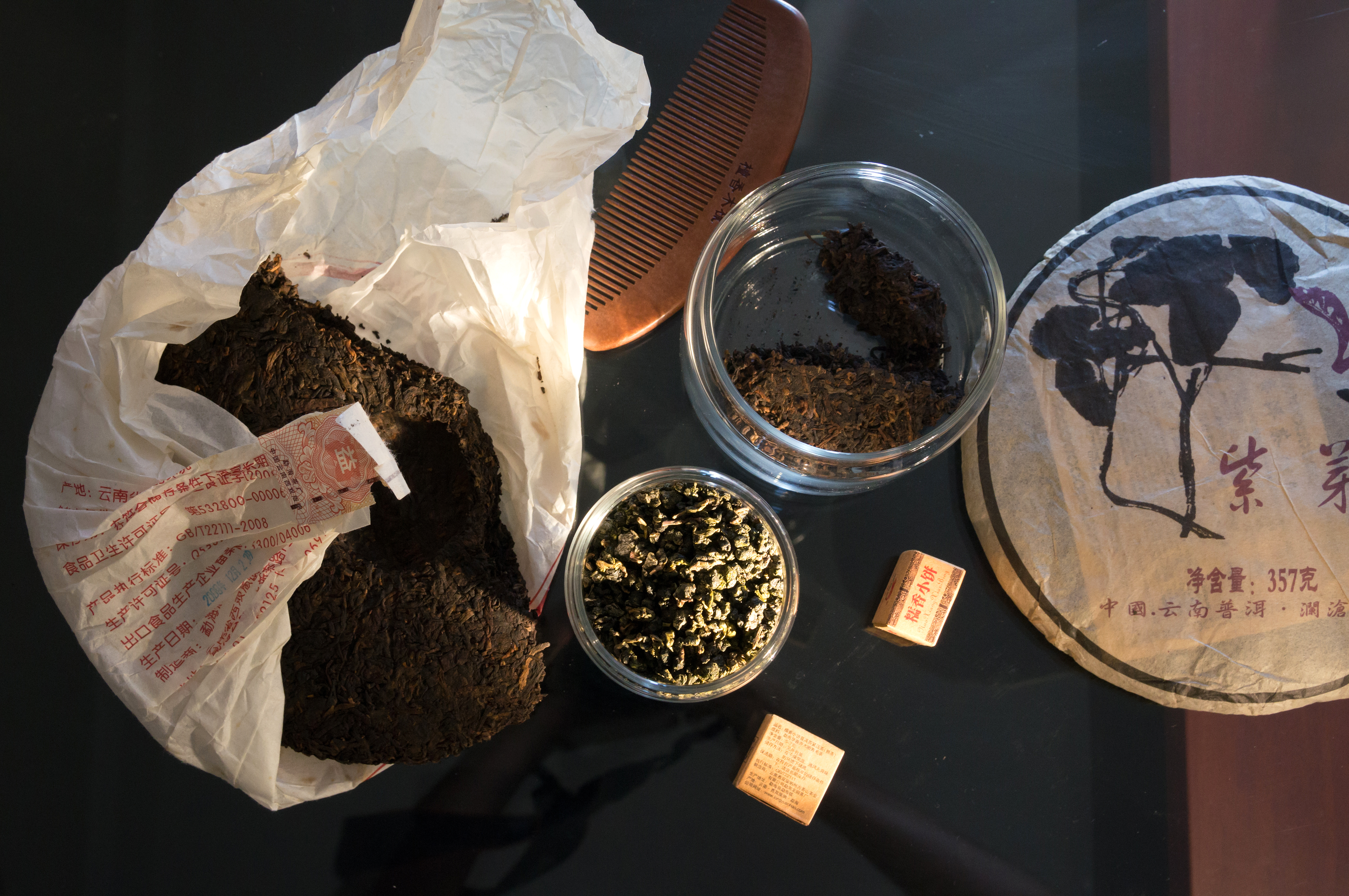
윈난성의보이차

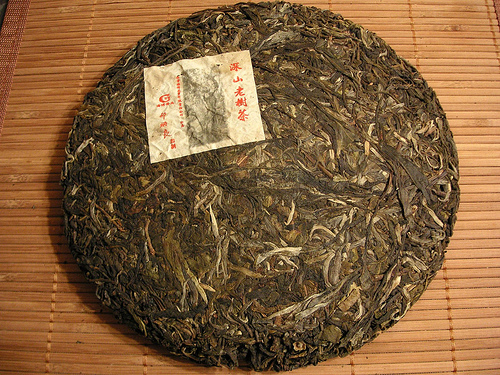
2005년 산 Haiwan 생차 보이차. 병차 형태로 만들어졌다

중국의 대표적인 흑차로는 윈난성의 보이차 광시성의 육보차가 있으며, 그 외에도 후난성, 쓰촨성 등에서 흑차가 생산된다.
- 보이차(普洱茶 푸얼차[*])
- 복전차(茯砖茶 푸좐차[*])
- 육보차(六堡茶 류바오차[*])
- 청전차(青砖茶 칭좐차[*])

발효차는 보이차와 흑차로 유명한 중국에서 기원한다. 흑차는 중국의 여러 지방에서 생산되는데, 대부분 좀 더 따뜻한 남쪽 지방에서 생산한다. 숙성시키기 위해 벽돌이나 떡 모양으로 단단하게 압축시킨다.
가장 유명하고 중요한 생산 지방과 품종은 아래와 같다.
- 윈난성: 보이차(雲南普洱茶, 생보이차(生普洱) 또는 숙보이차(熟普洱))
- 후난성: 후난차(湖南茯磚茶(흑차), 유명한 벽돌 모양의 꽃차 (花砖)) 안화 흑차, 안화 백사계 차창의 흑전차, 복전차, 화전차
- 광시성: 리바오차(Liu Bao cha, 廣西六堡茶, 종종 松黑茶으로 거래되며, 잎으로 된 흑차이다)
- 안휘성 육안시: 리우안차(Liu An cha, 安徽六安籃茶, 루안 바구니에 담아 발효한 차)대만 신의순이 만든 육안차
- 쓰촨성: 사천변차(Lu Bian cha, 四川路边茶, Sichuan border tea)
- 후베이성: 칭추안차(Qing Zhuan cha, 湖北青砖茶, Hubei 벽돌모양으로 만든 녹차)

모양은 다음과 같다
- 대나무 통 모양 Bamboo leaf logs
- 떡 모양(餅茶 빙차)
- 벽돌 모양(磚茶 주안차)
- 바구니 속 잎차
- 새 둥지 모양(沱茶 tou cha), 보통 보이차
- 정사각형 모양 (方茶 팡차)

### 일본
일본에서도 눈에 띄는 발효차 품종들이 생산된다. 토야마(Toyama)현의 쿠로차(Kurocha)는 중국의 후발효차와 비슷하지만 일본에만 있는 악퇴차이다. 토야마 쿠로차는 끓인 물에 소금을 넣고 전통적인 차 의식의 하나로 저으면서 만들며, 종교 행사 때나 아사히(Asahi)현의 미팅 중에 사용되었다. 아와반차(阿波番茶)는 도쿠시마(Tokyshima)현에서 생산되고, 바타바타차(バタバタ茶)는 아사히와 토야마의 합작인 토야마 쿠로차같이 반차(番茶 : 일본의 녹차품종 중 하나-역주)로 만들어지거나 두번째 수확시기에 딴 잎을 박테리아로 발효시켜 만든다.  바타바타차는 비타민 B12가 풍부하다. 고치(Kōchi)현의 오토요(Otoyo)지방에서 나는 고이시차(碁石茶)와 에히메(Ehime)현의 이시즈키 산 끝자락에서 자라는 이시즈키 쿠로차(Ishizuchi-kurocha)는 2단계 과정을 거치는데, 첫 번째는 호기성 진균류로, 두 번째는 혐기성 박테리아로 발효한다.

### 티베트
티베트차(ཇ་སབག་)는 벽돌차라고도 하는 독특한 차로 사람들은 수세기 동안 "티베트 차"로 불렀다.

### 식용 절임차
차의 초기 역사는 불분명하지만, 몇 세기 동안 사람들이 찻잎을 씹어 먹었던 것에서 발생한 것으로 보인다. 지금도 소수의 사람들은 차를 씹어 먹는다. 태국 북부 지역에서는, 미엥(miang)이라는 절임차가 씹어먹는 각성제 형태로 소비된다. 찐 찻잎을 밀폐된 대나무 바구니에 넣어 혐기성 발효를 통해 원하는 향이 나는 단단한 덩어리가 될 때까지 보관한다. 발효는 어린잎일 경우 4~7일, 성숙한 잎일 경우 1년 정도 소요된다. 미엥은 태국인과 라오스인의 스낵인 미엥캄(Miang Kham)과 관련이 있다.
미얀마의 샨(Shan)사람들 또한 라페(lahpet)라는 절임차를 채소처럼 먹는다.
비슷한 절임차를 먹는 사람들로는 미얀마와 라오스의 국경, 중국의 윈난성 시솽반나 지역의 부랑족(布朗族)이 있다. 미암(miam, 중국어로는 수안차)이라고 알려진 이 차는 대나무 관에 담은 뒤 땅에 묻어 발효한다.

## 제조
흑차의 제조에서 가장 특이한 제조 과정은 악퇴이다. 악퇴란 차를 쌓아두고 습기와 열을 가하는 과정을 말한다. 이 과정은 시간과 고도의 기술력, 노력이 들어가는 작업이다.

## 생산
다수의 발효차가 바로 먹기 좋은 형태로 판매되는 것은 아니다. 처음에는 녹차나 부분적으로 산화된 우롱차 등으로 시작해 천천히 산화하고 수 년 동안 미생물 발효를 거친다(수년간 숙성된 와인이 잘 팔리는 것과 비슷하다). 하지만 대부분의 보이차처럼 몇 개월의 숙성 과정을 통해 빠르게 만들어질 수도 있다. 숙성이란 습기와 온도를 적당하게 맞춰 관리하는 것으로, 퇴비를 주는 것과 비슷하다. 발효가 완료됨과 동시에 제품이 완성된다. 발효차는 대개 벽돌, 주사위, 공, 또는 버섯 등의 다양한 형태로 압축되어 팔린다. 숙보이차는 잎 형태로 숙성되었다가 압축된다. 발효차는 와인과 마찬가지로 향을 증진시키기 위해 여러 해 동안 묵혀두기도 한다. 생보이차는 질이 손상되지 않는 한 50년까지, 숙보이차는 10년이나 15년까지 숙성이 가능하다. 하지만 전문가와 애호가들은 바람직한 숙성기간에 대한 의견이 분분하다.
티베트인과 중앙아시아인은 보이차나 다른 발효차를 열량 및 영양소 음식으로 사용하는데, 야크 버터와 설탕, 소금을 함께 끓여 수유차(버터차)를 만든다.

## 숙성 및 저장
후발효차는 묵힐수록 가치가 올라간다. 흑차는 대나무 잎으로 덮은 대나무 바구니나 원래의 포장 상자에서 숙성된다.
다양한 흑차들이 밝은 노란색을 띠어 ‘황금 꽃’ 또는 ‘금화’라고 불리는 특정한 진균류의 활성을 위해 습기 있는 환경에서 숙성된다.

## 같이 보기
- 고형차